# Gacé
Gacé – miejscowość i gmina we Francji, w regionie Normandia, w departamencie Orne, położona nad rzeką Touques.
Według danych na rok 1990 gminę zamieszkiwało 2247 osób, a gęstość zaludnienia wynosiła 346 osób/km² (wśród 1815 gmin Dolnej Normandii Gacé plasuje się na 83. miejscu pod względem liczby ludności, natomiast pod względem powierzchni na miejscu 761.).